# Antitobaksrörelsen i Nazityskland
Antitobaksrörelsen i Nazityskland tillkom efter att tyska läkare på 1930-talet upptäckte sambandet mellan rökning och lungcancer. Landets regering startade då en omfattande antitobaksrörelse som var den första stora allmänna kampanjen mot rökning i modern historia.
Antitobaksrörelser växte fram i många länder i början av 1900-talet, men dessa hade föga framgång förutom i Tyskland där kampanjen stöddes officiellt när nazisterna tog makten. Det var den mest omfattande rörelsen mot rökning i världen under 1930-talet och början av 1940-talet. Nazistiska ledare fördömde rökning och kritiserade tobakskonsumtion offentligt. Forskning om rökning och dess effekter på hälsan frodades under naziregimen. Kampanjen var den viktigaste i sitt slag på den tiden. Adolf Hitlers personliga avsky för tobak liksom den nazistiska reproduktionspolitiken var viktiga faktorer bakom kampanjen, som var förenad med både antisemitism och rasism.
Nazisternas antitobakskampanj inkluderade förbud mot rökning i spårvagnar, bussar och pendeltåg. De stödde hälsoundervisning, begränsade cigarettransoner inom krigsmakten (Wehrmacht) och organiserade medicinska föreläsningar för soldater. De höjde tobaksskatten och införde striktare regler för tobaksreklam. Rökning på offentliga platser begränsades, liksom på restauranger och caféer. Antitobaksrörelsens framgångar var begränsade under de första åren. Tobaksanvändningen ökade till och med mellan åren 1933 och 1939. Under kriget 1939–1945 minskade rökningen bland militär personal. Efter kriget har antitobakskampanjer i Tyskland varit mindre betydelsefulla.

## Förspel till nazisternas antitobakskampanj
Antitobakstendenser fanns i Tyskland i början av 1900-talet. Kritiker mot rökning organiserade den första antitobaksgrupperingen i landet med namnet Deutscher Tabakgegnerverein zum Schutze der Nichtraucher  ("Tyska tobaksmotståndares förening för skydd av icke-rökare"). Rörelsen bildades 1904, och fanns bara under en kort tid. Nästa antitobaksorganisation, Bund Deutscher Tabakgegner ("Federationen för tyska tobaksmotståndare"), grundades 1910 i Trautenau, Böhmen. Andra anti-rökningsorganisationer grundades 1912 i städerna Hannover och Dresden. 1920 bildades Bund Deutscher Tabakgegner in der Tschechoslowakei (Federationen för tyska tobaksmotståndare i Tjeckoslovakien") i Prag, sedan Tjeckoslovakien hade skiljts från Österrike i slutet av första världskriget. En Bund Deutscher Tabakgegner i Deutschösterreich (Federationen för tyska tobaksmotståndare i Österrike) inrättades i Graz 1920.
Dessa grupper publicerade tidskrifter som förespråkade icke-rökning. Den första tyska tidningen var Der Tabakgegner ("Tobaksmotståndaren"), som gavs ut av den Böhmiska organisationen mellan 1912 och 1932. Den Deutsche Tabakgegner ("Tyska tobaksmotståndaren") publicerades i Dresden mellan åren 1919 och 1935, och var den andra tidningen i denna fråga. Antitobaksorganisationerna var också mot konsumtion av alkohol.

## Hitlers inställning till rökning

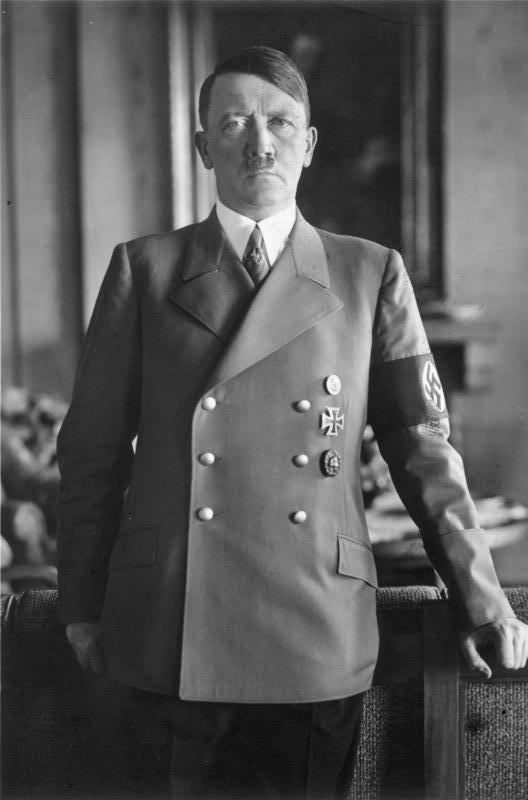
Adolf Hitler var aktiv motståndare till nikotinanvändning.

Adolf Hitler var vanerökare under tidiga år. Han brukade röka 25–40 cigaretter per dag, men gav upp vanan, och ansåg att det var ett slöseri med pengar. Senare i livet betraktade Hitler rökningen som "dekadent" och "den röde mannens förbannelse mot den vite mannen, en hämnd efter att ha fått spritdryckerna", och beklagade att "så många utmärkta män har fallit offer för tobaksförgiftning". Han beklagade att både Eva Braun och Martin Bormann var rökare och var bekymrad över att Hermann Göring fortsatte att röka på offentliga platser. Han blev förargad när en staty beställdes som porträtterade en cigarrökande Göring. Hitler beskrivs ofta som den nationella ledare som först förespråkade ickerökning.
Hitler ogillade den militära personalens möjlighet till rökning, och den 2 mars 1942, under andra världskriget, sa han att "det var ett misstag som kunde spåras tillbaka till arméns ledarskap i början av kriget". Han sa också att det inte var "korrekt att säga att en soldat inte kan leva utan att röka". Han lovade att stoppa användningen av tobak i det militära efter krigsslutet. Hitler uppmuntrade personligen nära vänner att inte röka och belönade dem som slutade röka. Men Hitlers personliga motvilja mot tobak var bara en av flera faktorer bakom antirökkampanjen.

## Reproduktionspolitik
Nazisternas reproduktionspolitik var en viktig faktor bakom deras politiska inställning till tobak. Kvinnor som rökte ansågs åldras i förtid, förlora sin fysiska attraktionskraft och betraktades vara olämpliga som hustrur och mödrar i en tysk familj. Werner Huttig, verksam vid det nazistiska partiets raspolitiska kontor, hävdade att en rökande moders bröstmjölk innehöll nikotin. Martin Staemmler, en framstående läkare i Nazityskland, yttrade att gravida kvinnors rökning resulterade i en högre frekvens av fosterdöd och missfall. Detta yttrande fick också stöd från den välkända kvinnliga rashygieniker Agnes Bluhm vars bok från 1936 uttryckte samma uppfattning. Den nazistiska ledningen var oroad över detta eftersom de ville att de tyska kvinnorna skulle vara så reproduktiva som möjligt. En artikel i en tysk gynekologisk tidning förklarade 1943 att kvinnor som röker tre eller fler cigarretter om dagen var mer benägna att bli barnlösa jämfört med icke-rökande kvinnor.

## Forskning
Forskning och studier om tobakens effekter på befolkningens hälsa var mer avancerade i Tyskland än i något annat land vid tiden för nazisternas maktövertagande. Länken mellan lungcancer och tobak påvisades första gången i Nazityskland, i motsats till den populära uppfattningen att amerikanska och brittiska forskare först upptäckte detta på 1950-talet. Begreppet "passiv rökning" (på tyska "Passivrauchen") myntades i Nazityskland. Forskningsprojekt som finansierades av nazisterna avslöjade många allvarliga konsekvenser för hälsan från rökningen. Nazityskland stödde epidemiologisk forskning om tobaksbrukets skadeverkningar. Hitler gav personligen ekonomiskt stöd till Wissenschaftliches Institut zur Erforschung der Tabakgefahren ("Vetenskapliga Institutet för forskning om tobakens farlighet") i Jena, under ledning av Karl Astel. Institutet som grundats 1941 var det mest betydande antitobaksinstitutet i Nazityskland.
Franz H. Müller (1939) och E. Schairer (1943) använde för första gången fall-referentstudier med epidemiologiska metoder för att studera lungcancer bland rökare. 1939 publicerade Müller en studie i en känd cancertidning i Tyskland där han hävdade att förekomsten av lungcancer var högre bland rökare. Müller, som beskrivs som den "bortglömde fadern till experimentell epidemiologi", var medlem av nationalsocialistiska motorkåren (NSKK) och nationalsocialistiska tyska arbetarpartiet (NSDAP). Müllers medicinska avhandling 1939 var världens första kontrollerade epidemiologiska studie av sambandet mellan rökning och lungcancer. Bortsett från att nämna det ökande fallen av lungcancer och många av de orsaker som ligger bakom denna form av cancer som damm, avgaser från bilar, tuberkulos, röntgenstrålar och förorenande utsläpp från fabriker, pekade Müllers avhandling på att "betydelsen av tobaksrök har kommit mer och mer i förgrunden".
Läkare i Nazityskland var medvetna om att rökning orsakar hjärtsjukdomar, vilket ansågs vara rökningens mest allvarliga effekt. Användning av nikotin beskrevs ibland som orsaken till den ökade mängden rapporter om hjärtinfarkt i landet. Under den senare delen av andra världskriget, menade forskare att nikotin utgjorde en faktor bakom de hjärtfel som drabbat en stor del av den militära personalen vid östfronten. En patolog vid den tyska armén undersökte 32 unga soldater som hade dött av hjärtinfarkt vid fronten, och dokumenterade i en rapport 1944, att alla av dem hade varit "entusiastiska rökare". Han hänvisade till ett yttrande från patologen Franz Buchner att cigaretter är "ett gift för hjärtat av främsta slag."

## Åtgärder mot tobak
Nazisterna använde flera olika former av PR för att övertyga allmänheten i Tyskland att inte röka. Välkända hälsotidskrifter som Gesundes Volk (Friska människor), Volksgesundheit (Folkhälsa) och Gesundes Leben (Sunt leverne) publicerade varningar om rökningens följder för hälsan och affischer som visade på de skadliga effekterna av tobak. Anti-rökningsmeddelanden skickades till människor på deras arbetsplatser, ofta med hjälp av Hitler-Jugend (HJ) och Bund Deutscher Mädel (BDM). Nazisternas kamp mot tobak innefattade också hälsoutbildning. I juni 1939 bildades en byrå som skulle bekämpa riskerna med alkohol och tobak och Reichsstelle für Rauschgiftbekämpfung (Byrån för kampen mot beroendeframkallande droger) medverkade också i antitobakskampanjen. Artiklar som förespråkade icke-rökning publicerades i tidskrifterna Die Genussgifte (Njutningsgiftet), Auf der Wacht (På vakt) och Reine Luft (Ren luft). Av dessa tidskrifter, var Reine Luft den främsta inom antitobaksrörelsen. Karl Astels Wissenschaftliches Institut zur Erforschung der Tabakgefahren ("Vetenskapliga Institutet för forskning om tobakens farlighet") vid Jena Universitet köpte och distribuerade hundratals särtryck av Reine Luft.
Efter att man erkänt de skadliga effekterna av rökning på hälsan, antogs flera delar av antitobakslagstiftningen. Under senare hälften av 1930-talet implementerades allt mer antitobakslagstiftning av nazisterna. 1938 infördes rökförbud inom Luftwaffe och Reichspost. Rökning var också förbjuden inte bara inom hälso- och sjukvårdens institutioner, utan också på flera offentliga kontor och vilohem. Barnmorskor förbjöds röka när de var i tjänst. 1939 förbjöd det nazistiska partiet rökning i alla sina kontorslokaler, och Heinrich Himmler, dåvarande chef för SS, förbjöd polisens personal- och SS-officerare att röka medan de var i tjänst. Rökning förbjöds också i skolorna.
1941 var tobaksrökning i spårvagnar förbjuden enligt lag i 60 städer. Rökning var också förbjuden i skyddsrum, men vissa skyddsrum hade särskilda rum för rökning. Särskild omsorg ägnades åt att hindra kvinnor från att röka. Ordföranden för Medicinska föreningen i Tyskland meddelade, att "tyska kvinnor röker inte". Gravida kvinnor och kvinnor under 25 år och över 55 år gavs inga tobaksransoneringskort under andra världskriget. Restriktioner infördes inom hotellbranschen och detaljhandeln inom livsmedelsindustrin. Antitobaksfilmer som riktade sig till kvinnor visades allmänt. Ledarsidor som diskuterade frågan om rökning och dess effekter publicerades i tidningarna. Strikta åtgärder vidtogs i detta avseende och en distriktsavdelning av NSBO ("nationalsocialistiska organisationen av arbetsplatsgrupper") tillkännagav att man skulle utesluta kvinnliga medlemmar som rökte offentligt. Nästa steg i antitobakskampanjen kom i juli 1943, när rökning förbjöds på allmän plats för personer under 18 år. Året därefter förbjöds rökning på bussar och stadens spårvagnar på initiativ av Hitler som fruktade att kvinnliga konduktörer skulle bli offer för passiv rökning.
Restriktioner infördes för marknadsföring av tobaksvaror, utfärdade den 7 december 1941 och undertecknade av Heinrich Hunke, ordförande för den marknadsföringsrådet. Annonser som försökte skildra rökning som ofarlig eller som ett uttryck för manlighet förbjöds. Förlöjligande av antitobaksaktivister förbjöds också, liksom också användningen av reklamskyltar längs järnvägsspåren, på landsbygden, på arenor och tävlingsbanor. Reklam genom högtalare och via post förbjöds.
Restriktioner för rökning infördes även i Wehrmacht. Cigarettransonerna i det militära var begränsade till sex cigarretter per soldat och dag. Extra cigaretter såldes ofta till soldater, speciellt när det inte förelåg något militärt avancemang eller reträtt på slagfältet, men dessa var begränsade till 50 per person och månad. Tonårssoldater som tjänstgjorde i 12:e SS Panzer-Division Hitlerjugend, som består av medlemmar ur Hitlerjugend, fick godis i stället för tobaksvaror.  Tillgången till cigaretter var inte tillåten för Wehrmachts kvinnliga hjälppersonal. Medicinska föreläsningar ordnades för att få militär personal att sluta röka. En förordning som stiftades den 3 november 1941 höjde tobaksskatten med cirka 80–95% av detaljhandelspriset. Det förblev den högsta höjningen av tobaksskatten i Tyskland under mer än 25 år efter det att Nazityskland brutit samman.

## Effektivitet
Den första delen av kampanjen mot rökning sågs som ett misslyckande, och mellan 1933 och 1937 skedde en snabb ökning av tobakskonsumtionen i Tyskland. Andelen rökare i landet ökade snabbare än i grannlandet Frankrike, där antitobaksrörelsen var liten och mycket mindre inflytelserik. Mellan 1932 och 1939, ökade per capitakonsumtionen av cigaretter i Tyskland från 570 till 900 per år, medan motsvarande siffror för Frankrike var 570 till 630.
Cigarettillverkarna i Tyskland gjorde flera försök att försvaga antitobakskampanjen. De publicerade nya tidskrifter och försökte att skildra antitobaksrörelsens förespråkare som "fanatiker" och "ovetenskapliga". Tobaksindustrin försökte också att motverka regeringens kampanj för att hindra kvinnor från att röka och använde rökande modeller i sin reklam. Trots statlig reglering, rökte många kvinnor i Tyskland regelbundet, inklusive fruar till många högt uppsatta nazistiska tjänstemän. Exempelvis rökte Magda Goebbels även under en intervju. Bilder av kvinnor med cigaretter publicerades ofta i framstående modetidningar såsom Beyers Mode für Alle (Beyers Mode för alla), och skivomslaget till den vid tiden så populära Lili Marleen visade sångerskan Lale Andersen med en cigarett.
|          | År    |       |       |       |
| 1930     | 1935  | 1940  | 1944  |       |
| Tyskland | 490   | 510   | 1 022 | 743   |
| USA      | 1 485 | 1 564 | 1 976 | 3 039 |

Nazisterna intensifierade antitobakspolitiken i slutet av 1930-talet och under andra världskrigets första år började tobaksanvändningen minska. Som ett resultat av krigsmaktens cigarettransonering, tobaksförbud och upplysningskampanjer, minskade den totala tobakskonsumtionen bland soldater mellan åren 1939 och 1945. Enligt en undersökning som genomfördes 1944, ökade antalet rökare i Wehrmacht, men den genomsnittliga tobakskonsumtion för militär personal minskade med 23,4% jämfört med omedelbart före andra världskriget. Antalet människor som rökte 30 cigaretter eller mer per dag minskade från 4,4% till 0,3%.
Nazisternas antitobakspolitik var inte fri från motsägelser. Till exempel genomfördes politiken med Volksgesundheit (människors hälsa) och Gesundheitspflicht (skyldighet att vara frisk) parallellt med den aktiva distributionen av cigaretter till grupper som nazisterna ansåg vara "förtjänta" personer (till exempel frontlinjesoldater och medlemmar i Hitlerjugend). Å andra sidan nekades "ovärdiga" och stigmatiserade grupper som judar och krigsfångar tillgång till tobak.

## Kopplingen till antisemitism och rasism
Utöver idéer om folkhälsan var nazisterna starkt påverkade av ideologi, speciellt påverkades de av tankar om rashygien och kroppslig renhet. De nazistiska ledarna ansåg att det var fel av herrefolket att röka och att tobakskonsumtion "degenererade rasen". Nazisterna såg tobak som ett "genetiskt gift". Rashygienister opponerade sig emot tobaksbruket, eftersom de var rädda att det skulle "korrumpera den tyska arvsmassan". Nazistiska antitobaksaktivister försökte ofta att skildra tobak som en "last" av "degenererade" afrikaner.
Nazisterna hävdade att judarna var ansvariga för införandet av tobak och dess skadliga effekter. Sjundedagsadventisterna i Tyskland meddelade att rökning var en ohälsosam last som var spridd bland judarna. Johann von Leers, redaktör för Nordische Welt (Nordisk Värld), proklamerade under öppningsceremonin för Wissenschaftliches Institut zur Erforschung der Tabakgefahren 1941, att den "judiska kapitalismen" var ansvarig för spridningen av tobaksbruket i hela Europa. Han sade att den första tobaken på tysk mark togs in av judar och att de kontrollerade tobaksindustrin i Amsterdam, den viktigaste europeiska inkörsporten för nikotinväxter.

## Efter andra världskriget
Efter Nazitysklands kollaps i slutet av andra världskriget avrättades nazistiska ledare som också varit ansvariga för kampanjen mot rökning. Olaglig smuggling av tobak blev vanlig och amerikanska cigarettillverkare etablerade sig snabbt på den tyska marknaden. Varje månad under 1949 nådde illegalt cirka 400 miljoner USA-tillverkade cigaretter Tyskland. År 1954 smugglades nästan två miljarder schweiziska cigaretter in i Tyskland och Italien. Som en del av Marshallplanen skickade USA fri tobak till Tyskland. Mängden tobak som transporterades till Tyskland under 1948 var 24 000 ton och 69 000 ton under 1949. Systemet kostade USA:s regering 70 miljoner dollar, till glädje för cigarettillverkande företag i USA. Konsumtionen av cigaretter i efterkrigstidens Tyskland steg stadigt från 460 stycken per capita år 1950 till 1 523 år 1963. Antitobakskampanjer i Tyskland under efterkrigstiden och fram till slutet av 1900-talet har inte haft samma genomslagskraft som de nazistledda kampanjerna åren 1939–1941. Den amerikanske vetenskapshistorikern Robert N. Proctor angav 1999 att den tyska forskningen inom tobak och hälsa är mycket begränsad."

### Fotnoter
1. ↑  Roffo, A. H. (8 januari 1940). ”Krebserzeugende Tabakwirkung [Carcingogenic effects of tobacco”]. Berlin: J. F. Lehmanns Verlag. Arkiverad från originalet den 3 februari 2013. https://web.archive.org/web/20130203165245/http://www.scielosp.org/pdf/bwho/v84n6/v84n6a21.pdf. Läst 14 maj 2010.(tyska) och (engelska)
2. 1 2 3  Young 2005, s. 252.(engelska)
3. 1 2  Szollosi-Janze 2001, s. 15.
4. 1 2  Richard Doll (1998). ”Uncovering the effects of smoking: historical perspective”. Statistical Methods in Medical Research 7 (2):  sid. 87–117. 9654637. Arkiverad från originalet den 12 oktober 2006. https://web.archive.org/web/20061012160222/http://smm.sagepub.com/cgi/content/abstract/7/2/87. Läst 1 juni 2008. Arkiverad 12 oktober 2006 hämtat från the Wayback Machine.
5. ↑  Borio, Gene (1993–2003). ”Tobacco Timeline: The Twentieth Century 1900-1949--The Rise of the Cigarette”. Tobacco.org. Arkiverad från originalet den 17 oktober 2008. https://web.archive.org/web/20081017110647/http://www.tobacco.org/resources/history/Tobacco_History20-1.html. Läst 15 november 2008.
6. 1 2 3 4 5 6 7 8 9 10 11 12 13 14 15 16  Robert N. Proctor, Pennsylvania State University (1996). ”The anti-tobacco campaign of the Nazis: a little known aspect of public health in Germany, 1933–45”. British Medical Journal 313 (7070):  sid. 1450–3. 8973234. PMC: 2352989. http://www.bmj.com/cgi/content/full/313/7070/1450. Läst 1 juni 2008.
7. ↑  Proctor, Robert N. (1996). Nazi Medicine and Public Health Policy. Dimensions, Anti-Defamation League. Arkiverad från originalet den 31 maj 2008. https://web.archive.org/web/20080531052102/http://www.adl.org/Braun/dim_14_1_nazi_med.asp. Läst 1 juni 2008.
8. ↑  Clark, Briggs & Cooke 2005, s. 1373–74.
9. 1 2 3 4 5  Proctor 1999, s. 219.
10. 1 2 3 4  George Davey Smith (2004). ”Lifestyle, health, and health promotion in Nazi Germany”. British Medical Journal 329 (7480):  sid. 1424–5. doi:10.1136/bmj.329.7480.1424. 15604167. PMC: 535959. http://www.bmj.com/cgi/content/full/329/7480/1424. Läst 1 juli 2008.
11. 1 2  Gilman & Zhou 2004, s. 328.
12. 1 2 3 4 5  Proctor 1999, s. 228.
13. 1 2 3 4 5 6  Clark, Briggs & Cooke 2005, s. 1374.
14. ↑  Proctor, Robert (1997). ”The Nazi War on Tobacco: Ideology, Evidence, and Possible Cancer Consequences” (PDF). Bulletin of the History of Medicine 71 (3):  sid. 435–88. PMID 9302840. Arkiverad från originalet den 14 oktober 2008. https://web.archive.org/web/20081014053354/http://www.environmentaloncology.org/files/file/secrethistorysupport/Chapt%203%20References/REF%207%20proctor.pdf. Läst 22 juli 2008. Arkiverad 25 februari 2009 hämtat från the Wayback Machine.  PDF
15. ↑  Proctor 1999, s. 177.
16. ↑  Proctor 1999, s. 178.
17. 1 2 3  Proctor 1999, s. 173.
18. ↑  Tillman 2004, s. 119.
19. 1 2  Proctor 1999, s. 187.
20. ↑  Proctor 1999, s. 189.
21. 1 2  Johan P. Mackenbach (2005). ”Odol, Autobahne and a non-smoking Führer: Reflections on the innocence of public health” (på engelska). International Journal of Epidemiology 34 (3):  sid. 537–9. 15746205. http://ije.oxfordjournals.org/cgi/content/full/34/3/537. Läst 1 juni 2008.
22. ↑  Schaler 2004, s. 155.
23. 1 2 3 4 5 6 7 8  Coombs & Holladay 2006, s. 98.
24. 1 2  Proctor 1999, s. 207.
25. ↑  Proctor 1999, s. 191.
26. ↑  Proctor 1999, s. 194.
27. 1 2 3 4  George Davey Smith, Sabine A Strobele, Matthias Egger (1994). ”Arkiverade kopian” (PDF). Journal of Epidemiology and Community Health 48 (3):  sid. 220–3. PMID 8051518. Arkiverad från originalet den 16 juli 2020. https://web.archive.org/web/20200716134457/https://www.ncbi.nlm.nih.gov/pmc/articles/PMC1059950/pdf/jepicomh00198-0004.pdf. Läst 21 juli 2008.  PDF
28. ↑  Berridge 2007, s. 13.
29. ↑  Proctor 1999, s. 199.
30. 1 2  ”Commentary: Schairer and Schöniger's forgotten tobacco epidemiology and the Nazi quest for racial purity”. International Journal of Epidemiology 30:  sid. 31–34. 2001. http://ije.oxfordjournals.org/cgi/content/full/30/1/31. Läst 24 augusti 2008.
31. ↑  George Davey Smith, Sabine Strobele and Matthias Egger (1995). ”Smoking and death. Public health measures were taken more than 40 years ago”. British Medical Journal 310 (6976):  sid. 396. 7866221. http://www.bmj.com/cgi/content/full/310/6976/396?ijkey=dded75b860ab74f5194afe48718a4f2e5fe51cb0&keytype2=tf_ipsecsha. Läst 1 juni 2008.
32. 1 2 3 4  Proctor 1999, s. 203.
33. 1 2  Daunton & Hilton 2001, s. 169.
34. 1 2  Guenther 2004, s. 108.
35. ↑  Uekoetter 2006, s. 206.
36. ↑  Proctor 1999, s. 204.
37. ↑  Proctor 1999, s. 206.
38. ↑  Meyer 2005, s. 13.
39. ↑  Lee 1975.
40. ↑  Bachinger E, McKee M, Gilmore A (2008). ”Tobacco policies in Nazi Germany: not as simple as it seems”. Public Health 122 (5):  sid. 497–505. doi:10.1016/j.puhe.2007.08.005. 18222506.
41. 1 2 3  Proctor 1999, s. 174.
42. ↑  Proctor 1999, s. 220.
43. 1 2  Proctor 1999, s. 179.
44. ↑  Proctor 1999, s. 208.
45. 1 2 3  Proctor 1999, s. 245.